# Ryszard
Ryszard – imię męskie pochodzenia germańskiego. Wywodzi się od słowa oznaczającego „ten, który jest potężny i bogaty”. W dokumentach po polsku występuje od początku XIII wieku.
Imię było popularne w latach 50. XX wieku. W XXI wieku traci na popularności. W 2000 roku, według danych PESEL, było 362054 mężczyzn o tym imieniu pierwszym. Wśród imion nadawanych nowo narodzonym dzieciom, Ryszard w 2017 r. zajmował 86. miejsce w grupie imion męskich. W 2017 r. w całej populacji Polaków Ryszard zajmował 27. miejsce (245 390 nadań). Natomiast w styczniu 2025 r., wśród publicznie dostępnych danych dotyczących osób żyjących, wykazano 195127 mężczyzn o imieniu Ryszard nadanym jako imię pierwsze.
Ryszard imieniny obchodzi: 7 lutego, 3 kwietnia, 18 kwietnia, 26 kwietnia, 9 czerwca, 14 czerwca i 7 września.
Żeński odpowiednik: Ryszarda

## Ryszard w innych językach
- język angielski – Richard
- język czeski – Richard
- esperanto – Rikardo
- język francuski – Richard
- język grecki – Ριχάρδος (Richárdos)
- język hiszpański – Ricardo
- język islandzki – Ríkharður
- język japoński – リチャード (Richādo)
- język łaciński – Ricardus
- język niderlandzki – Richard
- język niemiecki – Richard
- język portugalski – Ricardo
- język szwedzki – Rikard, Rickard
- język węgierski – Richárd
- język włoski – Riccardo

## Mężczyźni o imieniu Ryszard
- Święty Ryszard z Lukki
- Ryszard I Lwie Serce
- Richard Attenborough
- Ryszard Andrzejewski
- Richard Bambach
- Ryszard Bender
- Ryszard Białowąs
- Ryszard Bolesławski
- Ryszard Bonda
- Ryszard Bonisławski
- Ryszard Bosek
- Richard Brautigan
- Richard Brodie
- Ryszard Brylski
- Ryszard Bugaj
- Ryszard Bugajski
- Richard Burton
- Richard E. Byrd
- Ryszard Cebula
- Ricardo Carvalho
- Riccardo Chailly
- Ryszard Cieśla
- Ryszard Cieślak
- Ryszard Czarnecki
- Ryszard Czerwiec
- Richard Dadd
- Ryszard Danielewski
- Richard Dawkins
- Ryszard Dołomisiewicz
- Ryszard Dyja
- Richard P. Feynman
- Ryszard Filipski
- Richard Freitag
- Ryszard Galla
- Ryszard Gansiniec
- Richard Gere
- Ryszard Grobelny
- Ryszard Gryglewski
- Richard Hammond
- Ryszard Herbut
- Richard Hoborn
- Ryszard Horowitz
- Ryszard Kaczorowski
- Ryszard Kaczyński
- Ryszard Kalisz
- Ryszard Kapuściński
- Ryszard Kasyna
- Ryszard Koncewicz
- Ryszard Kotla
- Ryszard Kotys
- Ryszard Krauze
- Richard Kruspe
- Ryszard Kukliński
- Ryszard Kulesza
- Ryszard Kunze
- Ryszard Kurylczyk
- Ryszard Kwiecień
- Kaká – właściwie Ricardo Izecson dos Santos Leite
- Ryszard Łabędź
- Ryszard Makowski
- Richard Meier
- Riccardo Muti
- Ryszard Niemczyk
- Richard Nixon
- Ryszard Pacławski
- Riccardo Paletti
- Ryszard Parulski
- Ryszard Pawłowski
- Ryszard Pietruski
- Ryszard Poznakowski
- Ryszard Reiff
- Ryszard Remień
- Ryszard Riedel
- Ryszard Rumianek
- Ryszard Ruszel
- Ryszard Rynkowski
- Ryszard Sarkowicz
- Ryszard Siwiec
- Ryszard Skibiński
- Ryszard Skrobek
- Ryszard Sorokosz
- Richard Stallman
- Ryszard Stanibuła
- Ryszard Staniek
- Richard Strauss
- Ryszard Strzelecki
- Ryszard Szurkowski
- Ryszard Tadeusiewicz
- Ryszard Tarasiewicz
- Ryszard Tatarczyk
- Ryszard Tylman
- Ryszard Ulicki
- Richard Virenque
- Richard Wagner
- Ryszard Wawryniewicz
- Ryszard Wcisło
- Ryszard Wieczorek
- Richard Witschge
- Ryszard Wojna
- Ryszard Wolny
- Ryszard Wosiński
- Ricardo Zamora
- Ryszard Zbrzyzny
- Ryszard Zembaczyński
- Ryszard Zub

## Znane postacie fikcyjne noszące to imię
- Ryszard Nienaski z trylogii Walka z szatanem Stefana Żeromskiego[6],
- Ryszard Ochódzki – bohater filmów Miś, Rozmowy kontrolowane i Ryś,
- Ryszard Lubicz – główny bohater polskiego serialu telewizyjnego „Klan”.